# 波亚
波亚（法語：Poya，發音：[pɔja]）是法国海外特殊集体新喀里多尼亞的市镇，大部分属于北部省，小部分属于南部省，面积845.8平方千米，2019年1月1日人口为2,802人。

## 地理
波亚（21°21'S, 165°9'E）面积845.8平方千米，位于法国海外特殊集体新喀里多尼亞。
与波亚接壤的市镇（或旧市镇、城区）包括：布拉伊、瓦伊卢、波内里旺、普恩布特。
波亚的时区为UTC+11:00。

## 行政
波亚的邮政编码为98827、98877，INSEE市镇编码为98827。

## 政治
波亚的现任市长为埃弗利娜·戈罗-阿图（Évelyne Goro-Atu）女士，任期为2020-2026年。

## 人口
波亚于2019年1月1日时的人口数量为2802人。